# Stiv star
Stiv Star (Carex elata) er et 10-50 cm højt halvgræs, der vokser i næringsrig, våd bund ved ferskvand.

## Beskrivelse
Stiv Star er en flerårig urt, der danner store tuer. Tuerne kommer efterhånden til at stå på en søjle af visne blade og skud fra tidligere år, gennemvævet af rødder. Stråene er skarpt trekantede. Blomsterstanden består af 1-2 hanaks og 2-3 sorte, cylindriske hunaks.

## Udbredelse
Europa og Kaukasus. I Danmark er den almindelig i Østjylland, dele af Sønderjylland samt på Øerne.

## Habitat
Våd bund, fx ved søbredder.
| Portal | Portal:Botanik |